# Рейсфедер

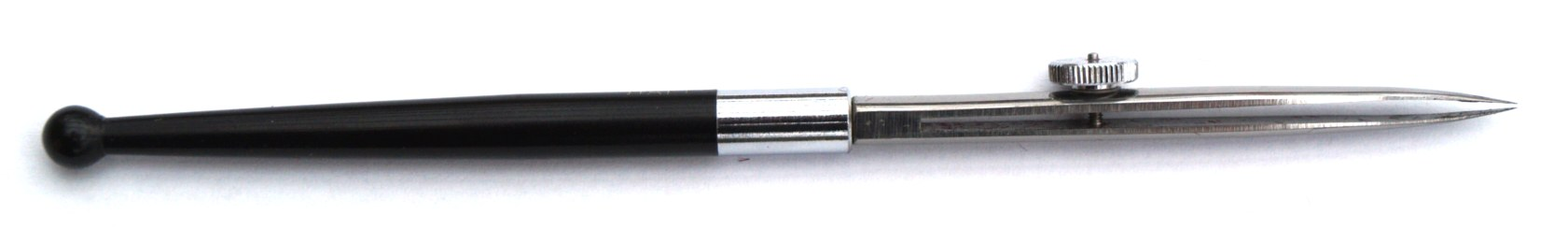
Рейсфедер.

Рейсфе́дер (нем. Reißfeder), Расфе́дер  — чертёжное перо, чертёжный инструмент для проведения линий и знаков на бумаге тушью или краской.

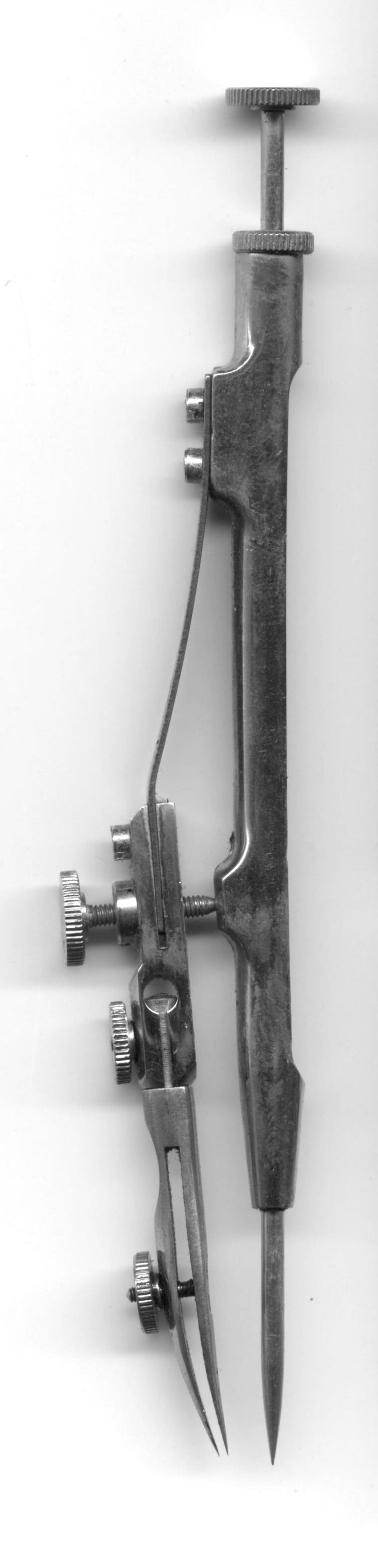
Циркуль с рейсфедером для построения окружностей малого диаметра

Рейсфедер состоит из двух пружинящих створок, соединённых в одной точке ручкой. Щель между ними заполняется тушью или краской. Ширина линии регулируется поворотом небольшой гайки с насечкой.

## История
Рейсфедер был изобретён в XVIII веке. На то время он входил в обязательный набор (прибор) для создания точных карт и чертежей — готовальню. Это был передовой инструментарий, который позволял чётко создавать необходимые изображения. В начале XX века его значительно усовершенствовали. Неудобство инструмента заключалось в том, что трудно было обращаться с тушью, она всё время заканчивалась, текла и так далее. Именно для устранения этих недостатков был создан рапидограф — инструмент с пишущим узлом определённого диаметра и сменными баллончиками с тушью. Но, в отличие от рапидографа, а) одним рейсфедером можно проводить линии разной толщины, б) кроме туши в него можно заправлять водорастворимые краски, в) линия на бумаге получается более изящная и идеальная («звенящая»), г) рейсфедер более долговечен.

## Разновидности рейсфедеров
- Металлический рейсфедер с регулировочной гайкой.
- Стеклянный рейсфедер из стеклянных трубок с пишущей частью разных диаметров.
- Рапидографы.

ГОСТ 28950-91 перечисляет следующие виды рейсфедеров:
- Обыкновенный рейсфедер
- Ножевидный рейсфедер
- Широкий рейсфедер с делительной гайкой
- Рейсфедер с делительной гайкой
- Кривой рейсфедер
- Двойной кривой рейсфедер
- Двойной рейсфедер
- Узкий (катастерный) рейсфедер

## Использование

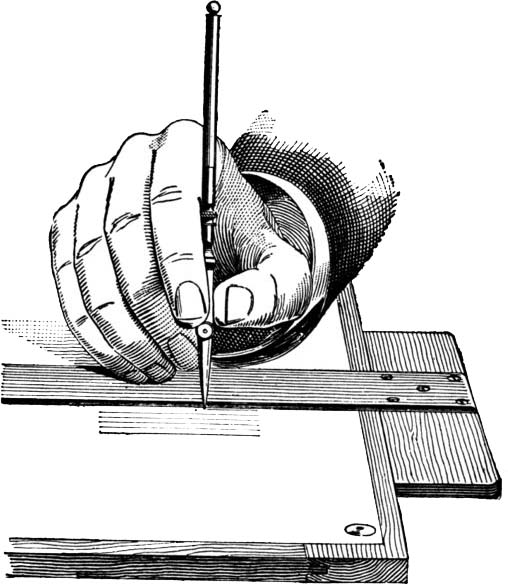
Использование рейсфедера

### Черчение
При черчении рейсфедером можно работать от руки, преимущественно при художественно-оформительских работах, а также с помощью специальной линейки, имеющей выступ, предотвращающий подтекание туши под линейку, циркуля, лекала и так далее.

### Каллиграфия
В каллиграфии рейсфедер используется для написания букв, цифр, и так далее.

### Рисование
В рисовании в рейсфедер вставляли остро очинённый кусок кровавика (затверделая железистая известь, Haematites).

### Разное
В фильме «Служебный роман» рейсфедер упоминается секретаршей Верочкой как инструмент, способный применяться (за неимением пинцета) для выщипывания волос бровей.
При нанесении лака на печатные платы  для последующего травления в рейсфедер вместо чернил вливают лак .